# Władysław Lenczewski
Władysław Kazimierz Lenczewski (ur. 1882, zm. 24 stycznia 1945 w Krakowie) – polski aktor i reżyser teatralny i filmowy, scenarzysta filmowy, dyrektor teatrów. Mąż aktorki Heleny Bożewskiej.

## Życiorys
Uczęszczał do Klasy Dramatycznej przy Warszawskim Towarzystwie Muzycznym, której nie ukończył. W 1902 roku statystował w warszawskim Teatrze Letnim. Następnie grał w Łodzi (1903) oraz Lublinie (1903–1904). W latach 1904–1907 występował w Teatrze Miejskim we Lwowie. Lata 1907–1915 spędził w Warszawie jako członek zespołu Gabrieli Zapolskiej (1907), Warszawskich Teatrów Rządowych (1907-1908, 1909-1912), Teatru Małego (1908-1909) oraz Teatru Polskiego (1913–1915).
W 1915 został ewakuowany w głąb Rosji, gdzie grał w Teatrze Polskim w Moskwie (1916–1917). Po powrocie do Polski, do 1922 roku występował głównie w stolicy w Teatrze Stołecznym (1919), Teatrze Bagatela (1920), Teatrze Reduta (1920–1921), teatrzykach Miraż (1921) i Qui Pro Quo (1922) oraz w Teatrze Rozmaitości. W tym okresie występował także we Włocławku, Płocku (1920) oraz Grodnie (1922). W sezonie 1922/1923 grał i reżyserował w Teatrze Miejskim w Lublinie, a następnie kierował zespołem objazdowym, występującym m.in. w Radomiu, Kielcach i Sosnowcu. Lata 1923–1933 spędził w Warszawie, występując na scenach Teatrów: Polskiego, Szkarłatna Maska, Letniego, Narodowego, Nowego, Reduty oraz Rozmaitości. W tym czasie występował również w Wilnie oraz kierował zespołem Warszawskich Teatrów Objazdowych (1924). Wówczas też zajął się reżyserią filmową. Po 1933 roku zamieszkał w Domu Artystów Weteranów Scen Polskich w Skolimowie.

## Filmografia
- Topiel (1917) – scenariusz, obsada aktorska (Skalski)
- Panna po wojnie (1919) – reżyseria
- Kobieta, która widziała śmierć (1919) – scenariusz, reżyseria
- Nie damy ziemi, skąd nasz ród (1920) – reżyseria
- Tamten (1921) – reżyseria
- Pan Twardowski (1921) – obsada aktorska
- Strzał (1922) – reżyseria, obsada aktorska (tancerz Alex Arigo)
- Trędowata (1926) – obsada aktorska (hrabia Trestka)
- Mogiła nieznanego żołnierza – obsada aktorska (kamerjunker Połowinkin)
- Romans panny Opolskiej (1928) – scenariusz, reżyseria
- Ułani, ułani, chłopcy malowani (1932) – obsada aktorska (pułkownik dowódca ułanów)
- Księżna Łowicka (1932) – obsada aktorska
- Śluby ułańskie (1934) – obsada aktorska (Lasota)
- Serce matki (1938) – obsada aktorska (lekarz w internacie dla dzieci w Zrębowicach)